# レナート・サルヴァトーリ
レナート・サルヴァトーリ（Renato Salvatori, 1934年3月20日 - 1988年3月27日）は、イタリアの俳優である。どんな役もこなす性格俳優として知られる。

## 来歴・人物
1934年3月20日、トスカーナ州ルッカ県セラヴェッツァに生まれる。同県フォルテ・デイ・マルミの海岸でライフガードとして働いていたところ、映画監督ルチアーノ・エンメルに発見されて映画界に入る。マルミで生まれた説もある。
1952年、ルチアーノ・エンメル監督の『スペイン広場の娘たち』、マリオ・ソルダティ監督の『黒海賊の娘ヨランダ』や『三人の海賊』に出演してデビューする。
『若者のすべて』（1960年）で共演した女優のアニー・ジラルドと1962年1月6日に結婚、のちに1児を得る。
1979年に公開された『ルナ』に共産党員の役で出演して以来、『遺失物』、『ある愚か者の悲劇』と立て続けにベルナルド・ベルトルッチの監督作に出演する。
1988年3月27日、ローマで、肝硬変によって死去した。満54歳没。『ある愚か者の悲劇』が遺作となった。ローマ市内のローマ・プロテスタント墓地に眠る。

## フィルモグラフィ
72作の出演作がある。

### 1950年代
- 『黒海賊の娘ヨランダ』 Jolanda la figlia del corsaro nero : 監督マリオ・ソルダティ、1952年 - 出演・役名 Ralf, figlio di Morgan
- 『スペイン広場の娘たち』 Le ragazze di Piazza di Spagna : 監督ルチアーノ・エンメル、1952年 - 出演・役名 Augusto Terenzi
- 『三人の海賊』 I tre corsari : 監督マリオ・ソルダティ、1952年 - 出演・役名 Il Corsaro Rosso - Rolando di Ventimiglia
- La domenica della buona gente : 監督アントン・ジュリオ・マジャーノ、1953年 - 出演・役名 Giulio
- Gli uomini, che mascalzoni! : 監督グラウコ・ペッレグリーニ、1953年 - 出演・役名 Carletto
- 『世論』 Opinione pubblica : 監督マウリツィオ・コルニャーティ / ゴッフレード・アレッサンドリーニ、1954年 - 出演・役名 Mario
- 『それは17日の金曜日だった』 Era di venerdì 17 : 監督マリオ・ソルダティ、1956年 - 出演・役名 Gino
- 『貧しいが美しい男たち』 Poveri ma belli : 監督ディーノ・リージ、1957年 - 出演・役名 Salvatore
- Marisa la civetta : 監督マウロ・ボロニーニ、1957年 - 出演・役名 Angelo
- 『祖母サベッラ』 La nonna Sabella : 監督ディーノ・リージ、1957年 - 出演・役名 Raffaele Rizzullo
- 『鉄の階級』 Classe di ferro : 監督トゥーリ・ヴァジーレ、1957年 - 出演
- 『都市の夫たち』 Mariti in città : 監督ルイジ・コメンチーニ、1957年 - 出演・役名 Mario
- 『美しいが貧しい娘たち』 Belle ma povere : 監督ディーノ・リージ、1957年 - 出演・役名 Salvatore
- Promesse di marinaio : 監督トゥーリ・ヴァジーレ、1958年 - 出演
- 『甥サベッラ』 La nipote Sabella : 監督ジョルジョ・ビアンキ、1958年 - 出演・役名 Raffaele
- Io, mammeta e tu : 監督カルロ・ルドヴィコ・ブラガリア、1958年 - 出演・役名 Nicolino
- 『いつもの見知らぬ男たち』 I soliti ignoti : 監督マリオ・モニチェリ、1958年 - 出演・役名 Mario Angeletti
- 『危険な妻たち』 Mogli pericolose : 監督ルイジ・コメンチーニ、1958年 - 出演・役名 Federico
- 『暗殺指令』 Vento del Sud : 監督エンツォ・プロヴェンツァーレ、1959年 - 出演・役名 Antonio Spagara
- 『貧しい富豪たち』 Poveri milionari : 監督ディーノ・リージ、1959年 - 出演・役名 Salvatore
- 『街の中の地獄』 Nella città l'inferno : 監督レナート・カステッラーニ、1959年 - 出演・役名 Piero
- Policarpo, ufficiale di scrittura : 監督マリオ・ソルダティ、1959年 - 出演・役名 Mario
- 『冬の休暇』 Vacanze d'inverno : 監督カミッロ・マストロチンクェ / ジュリアーノ・カルニメーオ、1959年 - 出演・役名 Gianni
- 『メリヤス売り』 I magliari : 監督フランチェスコ・ロージ、1959年 - 出演・役名 Mario Balducci

### 1960年代
- 『ローマで夜だった』 Era notte a Roma : 監督ロベルト・ロッセリーニ、1960年 - 出演・役名 Renato Balducci
- 『いつもの見知らぬ男たちの大胆な歩み』 Audace colpo dei soliti ignoti : 監督ナンニ・ロイ、1960年 - 出演・役名 Mario Angeletti
- 『若者のすべて』 Rocco e i suoi fratelli : 監督ルキノ・ヴィスコンティ、1960年 - 出演・役名 Simone Parondi
- 『ふたりの女』 La ciociara : 監督ヴィットリオ・デ・シーカ、1960年 - 出演・役名 Florindo, il camionista （ノンクレジット）
- Un giorno da leoni : 監督ナンニ・ロイ、1961年 - 出演・役名 Orlando
- La banda Casaroli : 監督フロレスターノ・ヴァンチーニ、1962年 - 出演・役名 Paolo Casaroli
- 『ディスオーダー』 Il disordine : 監督フランコ・ブルザーティ、1962年 - 出演・役名 Mario
- 『スモッグ』 Smog : 監督フランコ・ロッシ、1962年 - 出演・役名 Mario
- Omicron : 監督・主演ウーゴ・トニャッツィ、1963年 - 出演・役名 Omicron/Angelo
- 『俺は知らない』 Le glaive et la balance : 監督アンドレ・カイヤット、1963年 - 出演・役名 François Corbier
- 『地上最笑の作戦』 Il giorno più corto : 監督セルジオ・コルブッチ、1963年 - 出演・役名 Soldato
- 『太陽は傷だらけ』 Les grands chemins : 監督クリスチャン・マルカン、1963年 - 出演・役名 Francis
- 『明日に生きる』 I compagni : 監督マリオ・モニチェッリ、1963年 - 出演・役名 Raoul
- 『愛してご免なさい』 Tre notti d'amore : 監督レナート・カステッラーニ / ルイジ・コメンチーニ / フランコ・ロッシ、1964年 - 出演・役名 Nicola, segment "La vedova"
- Extraconiugale : 監督マッシモ・フランチオーザ / ミーノ・グェッリーニ / ジュリアーノ・モンタルド、1964年 - 出演・役名 Renato, episode "La moglie svedese"
- Una bella grinta : 監督ジュリアーノ・モンタルド、1965年 - 出演・役名 Ettore Zambrini
- La ragazza del bersagliere : 監督アレッサンドロ・ブラゼッティ、1966年 - 出演・役名 Antonio
- 『ベラミ2000』 Bel Ami 2000 oder Wie verführt man einen Playboy? : 監督ミヒャエル・フレガール、1966年 - 出演・役名 Boy Schock
- 『ハーレム』 L'harem : 監督マルコ・フェレーリ、1967年 - 出演・役名 Gaetano
- 『Z』 Z : 監督コスタ＝ガヴラス、1969年 - 出演・役名 Yago
- Los recuerdos del porvenir : 監督アルトゥーロ・リプスタイン、1969年 - 出演
- 『ケマダの戦い』 Queimada : 監督ジッロ・ポンテコルヴォ、1969年 - 出演・役名 Teddy Sanchez

### 1970年代
- Jumbo - Ein Elefantenleben : 監督ミヒャエル・フレガール、テレビ映画、1970年 - 出演・役名 SOS-Airlines-Angestellter
- 『カーク・ダグラスとユル・ブリンナーの世界の果ての大冒険』 The Light at the Edge of the World : 監督Kevin Billington、1971年 - 出演・役名 Montefiore
- 『華麗なる大泥棒』 Le casse : 監督アンリ・ヴェルヌイユ、1971年 - 出演・役名 Renzi
- 『高校教師』 La prima notte di quiete : 監督ヴァレリオ・ズルリーニ、1972年 - 出演・役名 Marcello
- 『戒厳令』 État de siège : 監督コスタ＝ガヴラス、1972年 - 出演・役名 Captain Lopez
- 『悪霊の家』 Au rendez-vous de la mort joyeuse : 監督フアン・ルイス・ブニュエル、1973年 - 出演・役名 Henri
- 『燃えつきた納屋』 Les granges brûlées : 監督ジャン・シャポー、1973年 - 出演・役名 L'hôtelier
- 『短い休暇』 Una breve vacanza : 監督ヴィットリオ・デ・シーカ、1973年 - 出演・役名 Franco Mataro, the husband
- 『疑惑』 Il sospetto : 監督フランチェスコ・マゼッリ、1975年 - 出演・役名 Gavino Pintus
- 『フリック・ストーリー』 Flic Story : 監督ジャック・ドレー、1975年 - 出演・役名 Mario Poncini
- 『ル・ジタン』 Le gitan : 監督ジョゼ・ジョヴァンニ、1975年 - 出演・役名 Jo Amila, dit "Jo le boxeur"
- 『ローマに散る』 Cadaveri eccellenti : 監督フランチェスコ・ロージ、1976年 - 出演・役名 Police commisary
- 『バニシング』 Uomini si nasce poliziotti si muore : 監督ルッジェロ・デオダート、1976年 - 出演・役名 Roberto Pasquini, a.k.a. Bibi
- La dernière femme : 監督マルコ・フェレーリ、1976年 - 出演・役名 Rene
- Todo modo : 監督エリオ・ペトリ、1976年 - 出演・役名 Dr. Scalambri
- 『アルマゲドン』 Armaguedon : 監督アラン・ジェシュア、1977年 - 出演・役名 Albert, dit 'Einstein'
- 『美しき少年/エルネスト』 Ernesto : 監督サルヴァトーレ・サンペリ、1979年 - 出演・役名 Cesco
- 『ルナ』 La luna : 監督ベルナルド・ベルトルッチ、1979年 - 出演・役名 Communist

### 1980年代
- 『遺失物』 Oggetti smarriti : 監督ベルナルド・ベルトルッチ、1980年 - 出演・役名 Davide
- 『スキャンドール』 La cicala : 監督アルベルト・ラットゥアーダ、1980年 - 出演・役名 Carburo
- 『アッソ』 Asso : 監督アージェ＝スカルペッリ、1981年 - 出演・役名 Bretella
- 『ある愚か者の悲劇』 La tragedia di un uomo ridicolo : 監督ベルナルド・ベルトルッチ、1981年 - 出演・役名 Colonel

## 関連事項
- イタリア式コメディ
- 性格俳優 （en:Character actor）
- ローマ・プロテスタント墓地 （it:Cimitero acattolico di Roma）

## 註
1. 1 2 3 4 5 6 7 8 9 10  Renato Salvatori, インターネット・ムービー・データベース （英語）, 2011年1月13日閲覧。
2. 1 2 3 4  Renato Salvatori, allmovie （英語）, 2011年1月13日閲覧。
3. 1 2 3 4 5  Renato Salvatori, Find a Grave, 2011年1月13日閲覧。
4. 1 2 3  レナート・サルヴァトーリ、KINENOTE、2011年1月13日閲覧。